# Championnat des Fidji de football 2009
Navigation
Saison précédente Saison suivante
La saison 2009 du Championnat des Fidji de football est la trente-troisième édition du championnat de première division aux Fidji. Le championnat regroupe dix équipes du pays au sein d'une poule unique, où ils s'affrontent deux fois au cours de la saison, à domicile et à l'extérieur. À la fin de la compétition, le dernier du classement dispute un barrage de promotion-relégation face au champion de Premier Division, la deuxième division fidjienne.
C'est le club de Lautoka FC qui remporte la compétition après avoir terminé en tête du classement final, avec quinze points d'avance sur Navua FC et dix-sept sur le tenant du titre, Ba FC. C'est le troisième titre de champion de l'histoire du club qui réussit un parcours quasiment parfait (17 victoires et un match nul).
Le format du championnat ayant changé cette année, le système de qualification pour la Ligue des champions de l'OFC a également été modifié. Ainsi, le leader à la fin des matchs aller obtient son billet pour l'édition 2009-2010 et le champion son billet pour l'édition 2010-2011. Par son parcours exemplaire, Lautoka remporte les deux billets et peut donc participer aux deux campagnes successives.

## Les clubs participants
| - Ba FC - Lautoka FC - Navua FC - Rewa FC - Suva FC | - Labasa FC - Nadi FC - Nadroga FC - Tavua FC - Nasinu FC |

## Compétition

### Classement
Le barème utilisé pour établir le classement est le suivant :
- Victoire : 3 points
- Match nul : 1 point
- Défaite : 0 point

| Rang | Équipe     | Pts | J  | G  | N | P  | Bp | Bc | Diff |
| ---- | ---------- | --- | -- | -- | - | -- | -- | -- | ---- |
| 1    | Lautoka FC | 52  | 18 | 17 | 1 | 0  | 52 | 8  | +44  |
| 2    | Navua FCC  | 37  | 18 | 11 | 4 | 3  | 33 | 11 | +22  |
| 3    | Ba FCT     | 35  | 18 | 11 | 2 | 5  | 58 | 18 | +40  |
| 4    | Suva FC    | 25  | 18 | 7  | 4 | 7  | 30 | 28 | +2   |
| 5    | Nadroga FC | 22  | 18 | 6  | 4 | 8  | 15 | 39 | -24  |
| 6    | Rewa FC    | 17  | 18 | 4  | 5 | 9  | 16 | 29 | -13  |
| 7    | Labasa FC  | 17  | 18 | 4  | 5 | 98 | 21 | 35 | -14  |
| 8    | Nadi FC    | 17  | 18 | 5  | 2 | 11 | 23 | 39 | -16  |
| 9    | Tavua FC   | 17  | 18 | 4  | 5 | 9  | 14 | 39 | -25  |
| 10   | Nasinu FC  | 14  | 18 | 4  | 2 | 12 | 18 | 34 | -16  |

|  | Qualification pour la Ligue des champions 2009-2010 (leader à mi-parcours) et pour la Ligue des champions 2010-2011 |
|  | Participation au barrage de promotion-relégation                                                                    |
|  | T: Tenant du titre C: Vainqueur de la Coupe des Fidji                                                               |

### Matchs

#### Barrage de promotion-relégation
| Équipe 1  | Résultat | Équipe 2         | Aller | Retour |
| --------- | -------- | ---------------- | ----- | ------ |
| Nasinu FC | 1 - 0    | (D2) Savusavu FC | 2 - 1 | 2 - 1  |

- Les deux clubs se maintiennent dans leurs championnats respectifs.

## Bilan de la saison
| Championnat des Fidji de football 2009-2010                        |                       |
| Champion                                                           | Lautoka FC (3e titre) |
| Coupes et trophées                                                 |                       |
| Vainqueur de la Coupe des Fidji 2009-2010                          | Navua FC              |
| Qualifications continentales                                       |                       |
| Ligue des champions de l'OFC 2009-2010                             | Lautoka FC            |
| Ligue des champions de l'OFC 2010-2011                             | Lautoka FC            |
| Promotions et relégations                                          |                       |
| Promus en Championnat des Fidji de football                        | Aucun                 |
| Relégués en Championnat des Fidji de football de deuxième division | Aucun                 |